# Campeonato Europeo de Voleibol Masculino
El Campeonato Europeo de Voleibol Masculino es la máxima competición de voleibol a nivel europeo en categoría masculina. Se celebra desde 1948, y es organizado por la Confederación Europea de Voleibol (CEV) cada año impar. 

## Ediciones
| Núm.   | Año  | Sede                                             | Oro            | Plata          | Bronce              |
| ------ | ---- | ------------------------------------------------ | -------------- | -------------- | ------------------- |
| I      | 1948 | Italia                                           | Checoslovaquia | Francia        | Italia              |
| II     | 1950 | Bulgaria                                         | URSS           | Checoslovaquia | Hungría             |
| III    | 1951 | Francia                                          | URSS           | Bulgaria       | Francia             |
| IV     | 1955 | Rumania                                          | Checoslovaquia | Rumanía        | Bulgaria            |
| V      | 1958 | Checoslovaquia                                   | Checoslovaquia | Rumanía        | URSS                |
| VI     | 1963 | Rumania                                          | Rumanía        | Hungría        | URSS                |
| VII    | 1967 | Turquía                                          | URSS           | Checoslovaquia | Polonia             |
| VIII   | 1971 | Italia                                           | URSS           | Checoslovaquia | Rumanía             |
| IX     | 1975 | Yugoslavia                                       | URSS           | Polonia        | Yugoslavia          |
| X      | 1977 | Finlandia                                        | URSS           | Polonia        | Rumanía             |
| XI     | 1979 | Francia                                          | URSS           | Polonia        | Yugoslavia          |
| XII    | 1981 | Bulgaria                                         | URSS           | Polonia        | Bulgaria            |
| XIII   | 1983 | RDA                                              | URSS           | Polonia        | Bulgaria            |
| XIV    | 1985 | Países Bajos                                     | URSS           | Checoslovaquia | Francia             |
| XV     | 1987 | Bélgica                                          | URSS           | Francia        | Grecia              |
| XVI    | 1989 | Suecia                                           | Italia         | Suecia         | Países Bajos        |
| XVII   | 1991 | Alemania                                         | URSS           | Italia         | Países Bajos        |
| XVIII  | 1993 | Finlandia                                        | Italia         | Países Bajos   | Rusia               |
| XIX    | 1995 | Grecia                                           | Italia         | Países Bajos   | Yugoslavia          |
| XX     | 1997 | Países Bajos                                     | Países Bajos   | Yugoslavia     | Italia              |
| XXI    | 1999 | Austria                                          | Italia         | Rusia          | Yugoslavia          |
| XXII   | 2001 | República Checa                                  | Yugoslavia     | Italia         | Rusia               |
| XXIII  | 2003 | Alemania                                         | Italia         | Francia        | Rusia               |
| XXIV   | 2005 | Italia · Serbia y Montenegro                     | Italia         | Rusia          | Serbia y Montenegro |
| XXV    | 2007 | Rusia                                            | España         | Rusia          | Serbia              |
| XXVI   | 2009 | Turquía                                          | Polonia        | Francia        | Bulgaria            |
| XXVII  | 2011 | Austria · República Checa                        | Serbia         | Italia         | Polonia             |
| XXVIII | 2013 | Dinamarca · Polonia                              | Rusia          | Italia         | Serbia              |
| XXIX   | 2015 | Bulgaria · Italia                                | Francia        | Eslovenia      | Italia              |
| XXX    | 2017 | Polonia                                          | Rusia          | Alemania       | Serbia              |
| XXXI   | 2019 | Francia · Eslovenia · Bélgica · Países Bajos     | Serbia         | Eslovenia      | Polonia             |
| XXXII  | 2021 | Polonia · República Checa · Estonia · Finlandia  | Italia         | Eslovenia      | Polonia             |
| XXXIII | 2023 | Italia · Macedonia del Norte · Bulgaria · Israel | Polonia        | Italia         | Eslovenia           |
| XXXIV  | 2026 | Rumania ·                                        |                |                |                     |

## Medallero histórico
- Datos actualizados hasta Italia/Macedonia del Norte/Bulgaria/Israel 2023.

| Núm. | País            | Oro | Plata | Bronce | Total |
| ---- | --------------- | --- | ----- | ------ | ----- |
| 1    | Rusia           | 14  | 3     | 5      | 22    |
| 2    | Italia          | 7   | 5     | 3      | 15    |
| 3    | República Checa | 3   | 4     | 0      | 7     |
| 4    | Serbia          | 3   | 1     | 8      | 12    |
| 5    | Polonia         | 2   | 5     | 4      | 11    |
| 6    | Francia         | 1   | 4     | 2      | 7     |
| 7    | Países Bajos    | 1   | 2     | 2      | 5     |
| 7    | Rumanía         | 1   | 2     | 2      | 5     |
| 9    | España          | 1   | 0     | 0      | 1     |
| 10   | Eslovenia       | 0   | 3     | 1      | 4     |
| 11   | Bulgaria        | 0   | 1     | 4      | 5     |
| 12   | Hungría         | 0   | 1     | 1      | 2     |
| 13   | Alemania        | 0   | 1     | 0      | 1     |
| 13   | Suecia          | 0   | 1     | 0      | 1     |
| 15   | Grecia          | 0   | 0     | 1      | 1     |
|      | TOTAL           | 33  | 33    | 33     | 99    |

1. ↑  Incluye las medallas obtenidas por la URSS.
2. ↑  Incluye las medallas obtenidas por la RFSY, la RFY y Serbia y Montenegro.